# シェル (企業)
シェル（Shell plc、旧称:  ロイヤル・ダッチ・シェル〈Royal Dutch Shell plc〉）は、イギリス・ロンドンに本拠を置き、石油・天然ガス等のエネルギー関連事業を展開する多国籍企業である。ロンドン証券取引所、ユーロネクスト・アムステルダム、ニューヨーク証券取引所上場企業（LSE: SHEL、Euronext: SHELL 、NYSE: SHEL）。

## 概要
第二次世界大戦後から1970年代まで、世界の石油の生産をほぼ独占状態に置いたセブン・シスターズ7社の内の一社であり、売上高でヨーロッパ最大のエネルギーグループである。
グループ企業は145の国に広がり、世界中に47以上の製油所と、4万店舗以上のガソリンスタンドをグローバルに展開している。 
シェルの事業は、垂直統合で行っており、探鉱・生産・輸送・精製・販売までの事業を一括でしている。また事業の多角化を早くから行っており、シェルは石油事業・ガス事業・石炭事業・化学事業・原子力発電事業・金属事業など様々な事業を保有している。
2000年代の初めからは代替エネルギーに力を注ぎ、太陽光発電・風力発電・水素プロジェクトなどの新規分野にも積極的に投資をしている。同社が出資するロンドンアレイは、 2006年12月に世界最大の海上風力発電所を建設すると発表した。

## 歴史
シェルの歴史は、ロンドンに開店した小さな骨董品店に始まる。最初はカスピ海から輸入した貝殻を加工した工芸品の販売から始まり、やがて貝殻の供給元を求めてアジア方面に進出し取り扱い商品を増やしていった。後に一連の事業は息子のマーカス・サミュエル（後の初代バーステッド子爵）が継ぎ、ボルネオ島の油田開発に成功。本格的に石油事業へ進出して1897年にシェル・トランスポート&トレーディング・カンパニーを設立、採掘から輸送・精製・販売まで一貫して手掛け世界最初の「タンカー王」となった。また、マーカスと弟は横浜で金融業のサミュエル商会を営み、数回にわたり日本の外債を引き受けた。
シェルの名称は貝殻を販売していたことに因み、トレードマークは当初ムール貝であったが、1904年に現在のマークの原型となるヨーロッパホタテ（Pecten maximus、ホタテガイに近縁なホタテガイ属の1種）に変更した。これは出資者の家紋がヨーロッパホタテであったことに由来し、以後今日まで使われているペクテンマークの起源となっている。

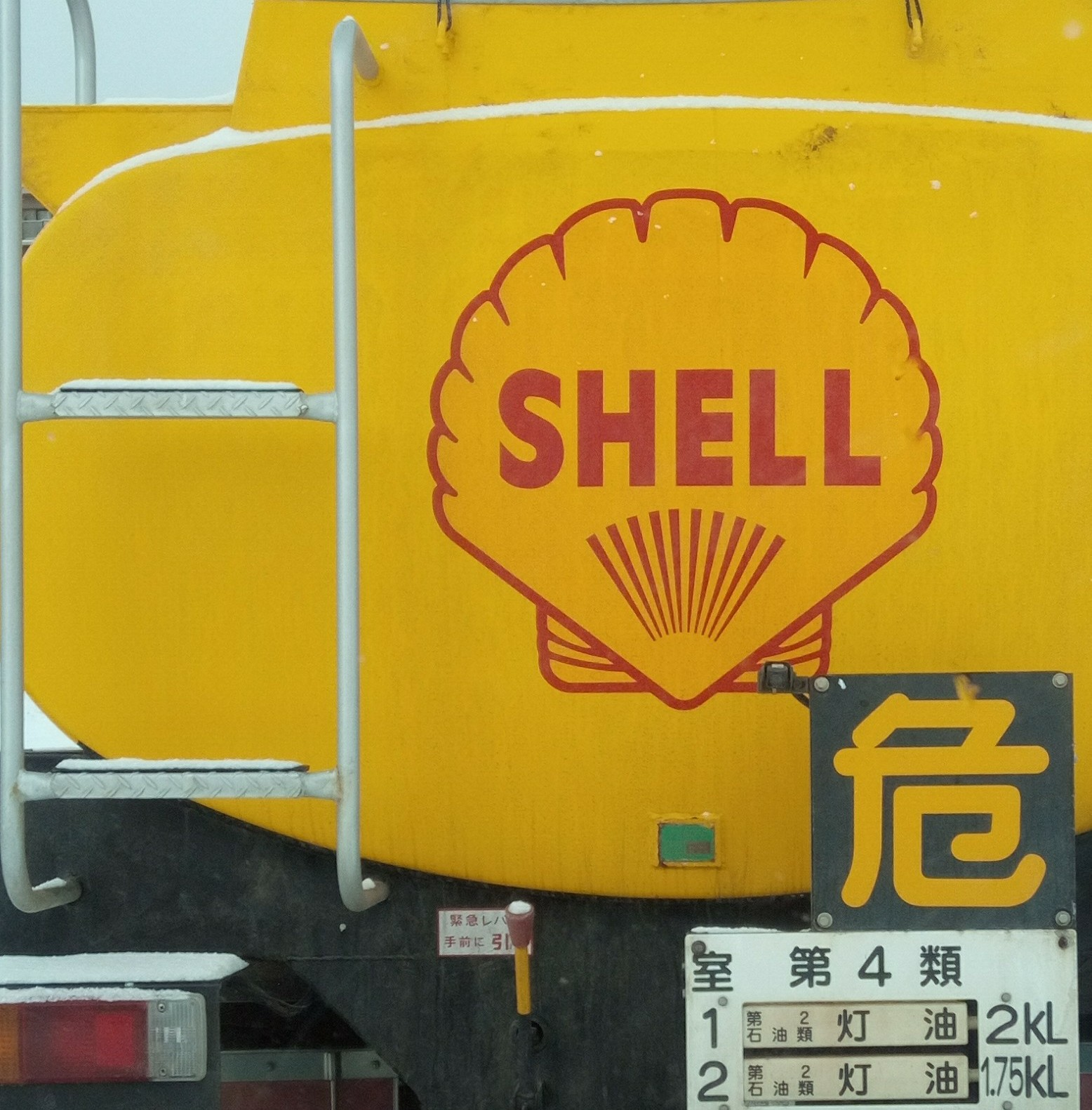
1955年のロゴマークが描かれたタンクローリー（日本）

世界各地でアメリカのロックフェラー系のスタンダード・オイル（現 エクソンモービル）との競争が熾烈になったため、シェルはオランダのロイヤル・ダッチと石油の利権を確保するため1903年に業務提携を結んだ。ロイヤル・ダッチは、オランダ領東インド(現インドネシア)を拠点に活動していたジャン・バティスト・アウグスト・ケスラー（英語: Jean Baptiste August Kessler）が1890年にオランダ王室からの特許状を得て、オランダ領東インド石油開発会社を設立、石油開発に着手したことに端を発する。過酷な気候や風土病に悩まされながらも1892年に操業を開始し、その際スタンダード・オイルへの対抗もありシェルに石油運搬を委託していた。
ロイヤル・ダッチとの提携のきっかけはAsiatic Petroleum Companyという合弁事業であった。パリ家ロスチャイルドも参加したが、実際の交渉にあたったのはロスチャイルド側のFred Lane と、シェルおよびロイヤル・ダッチ側のHenri Deterding であった。。1907年に「ロイヤル・ダッチ/シェルグループ」を形成した。2005年まで100年近く続いたこの体制は、オランダの事業親会社ロイヤル・ダッチ・ペトロリアム (正式会社名 N.V. Koninklijke Nederlandsche Petroleum Maatschappij、英名 Royal Dutch Petroleum N.V.) 、イギリスの事業親会社シェル・トランスポート&トレーディング (The Shell Transport & Trading Company plc) の2つの法人が60:40の比率でアライアンスを組んだ状態（二元上場会社）であった。一般には「ロイヤル・ダッチ/シェル （蘭・英）」というような表示をされ、便宜的に単一の会社であるように理解されていたが、あくまでも2社の事業提携（アライアンス）であり、単一の事業法人ではなかった。報道紙面での呼称がそのように通例化されていたのはその現れであった。
1911年にアゼルバイジャンの油田をロスチャイルドから購入した。世界恐慌のころからシュルンベルジェに油田探査を依頼し、青天井に原油生産量を増やした。
1960年代以降ナイジェリアでも操業し、政府系企業などと合弁でシェル・ナイジェリアとして活動している。この事業提携が事実上の単一企業と看做されて98年続いてきた。また、アルジェリアのイナメナスでも世界一のガス田ハッシ・ルメルをめぐり他社と開発を競争した。
2001年ごろから傘下の油田の埋蔵量を下方修正するなど財務上の問題が明らかになり、株主よりコーポレートガバナンス（企業統治）上の透明性向上の要求から単一法人化を求める圧力が急激に高まっていた。こうして、2005年5月、98年間続いた2社提携の状態に終止符が打たれ、両社は合併して単一の法人ロイヤル・ダッチ・シェルとなった（登記上の拠点はオランダ・ハーグに置かれた）。
2012年2月10日、国家戦略としてエネルギー資源の獲得に意欲を見せる中華人民共和国の中国石油天然気勘探開発公司（中国石油天然気集団の子会社）が、ロイヤル・ダッチ・シェルが保有する、カナダブリティッシュコロンビア州グラウンドバーチの権益の20％を買収し、同地域の天然ガス液化工場での共同プロジェクトに参画することとなった。
2015年、イギリスの同業大手BGグループの買収を発表、2016年2月に完了した。
2017年10月、電気自動車の充電サービスを提供するオランダのNewMotionを買収。
2021年11月15日、税務上の拠点をイギリスに移し社名をシェルに変更することを発表、2022年1月21日に拠点移転および社名変更が実施された。
2022年11月1日、 フィリピン唯一の天然ガス田であるマランパヤガス田の開発から撤退した。

## 事業分野
- 石油販売事業 - ガソリンスタンド シェル (Shell) を世界中で展開
- 石油化学製品事業
- ガス・電力事業 - 天然ガスの加工（GTL燃料、GTL（XHVI）潤滑油）・輸送や発電所の開発など
- 太陽電池事業
- その他、燃料電池車のための水素供給など、新燃料の分野でも幅広く活躍している。

## シェル傘下の日本法人
- シェルジャパン株式会社（法人番号：5010001114017） 
東京都千代田区丸の内1丁目11番1号 パシフィックセンチュリープレイス丸の内 12階
  - シェルルブリカンツジャパン株式会社（法人番号：9010401131509） - 潤滑油事業。
東京都千代田区丸の内1丁目11番1号 パシフィックセンチュリープレイス丸の内 12階
    - 株式会社レッドアンドイエロー（法人番号：5010401014527） - 潤滑油の販売。
東京都千代田区内幸町2丁目2番2号 富国生命ビル 13階
    - 株式会社エス・ブイ・シー東京（法人番号：1021001020711） - 石油製品の分析。
神奈川県愛甲郡愛川町中津4052番2号
- 株式会社長岡火力発電所（法人番号：1010701031556）- 新潟県長岡市でガス火力発電を行う。シェルオーバーシーズホールディング社により2022年9月30日付けで買収した。[15]
東京都千代田区麹町4丁目5番地21 紀尾井町PREX

### かつて傘下にあった日本法人
- 昭和シェル石油株式会社

2016年12月まで傘下にあった（出光興産に譲渡）。2018年7月に出光興産に事業を、2020年2月に雇用契約を承継。同年7月にRSエナジー株式会社に改称。
2021年4月以降出光興産が新ブランド「アポロステーション」を使用開始し順次「出光」・「シェル」ブランドから転換することに伴い2023年までに日本国内でのシェルブランドのガソリンスタンドは消滅する予定としていた。最終的に同年12月をもって消滅した。
また、出光興産子会社として昭和シェル石油の潤滑油事業を承継したシェルルブリカンツジャパン株式会社およびその子会社（株式会社レッドアンドイエロー、株式会社エス・ブイ・シー東京）をシェル・オーバーシーズが2020年12月末に取得した。
シェルルブリカンツジャパン株式会社はシェル・オーバーシーズによる取得に伴い港区台場（出光の台場オフィスおよび旧昭和シェル本社）から千代田区丸の内に移転。株式会社レッドアンドイエローは2021年3月に港区台場から千代田区内幸町に移転。
- シェルケミカルズジャパン株式会社

2018年10月に上野グループに譲渡、オクサリスケミカルズ株式会社 （千代田区霞が関、法人番号：9010401012907）に改称。
- シェルガス&パワージャパン株式会社
- シェル サービスインタナショナル ジャパン株式会社